# Ersatzstromversorgungsanlage

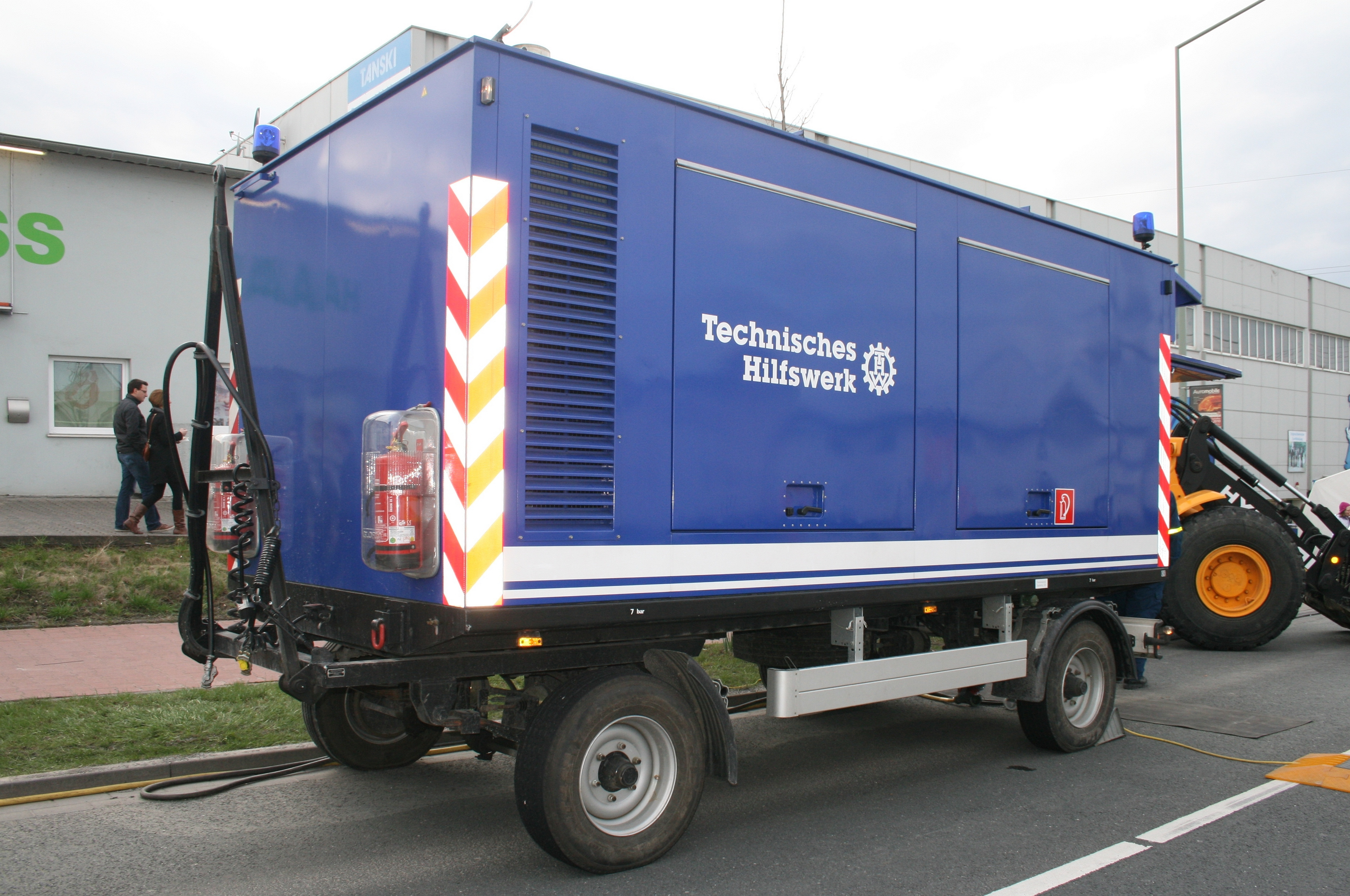
Mobile Netzersatzanlage (NEA) des Ortsverbandes Paderborn des THW

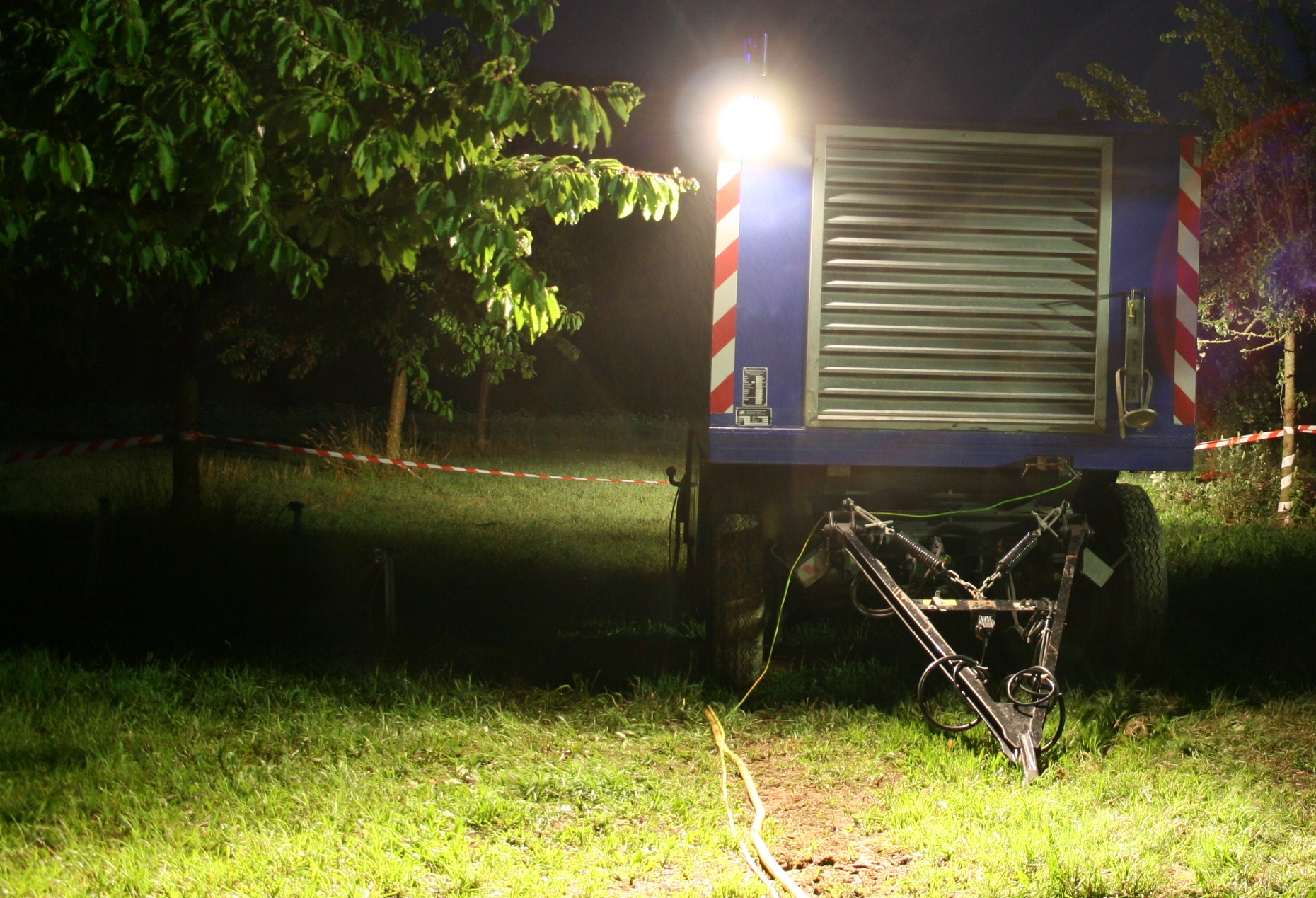
Eine mobile NEA im Betrieb

Bei Ausfall des allgemeinen Stromnetzes sorgt eine Ersatzstromversorgungsanlage – auch Netzersatzanlage (NEA) genannt – im Rahmen einer sogenannten „allgemeinen Ersatzstromversorgung“ (AEV) für die Stromversorgung ausgewählter Verbraucher oder Anlagenteile. Die Weiterversorgung wird in diesem Fall von der AEV mit einem Notstromaggregat oder Batterien übernommen.
Im Gegensatz zu einer unterbrechungsfreien Stromversorgung (USV) ist im Falle einer vor Ort verfügbaren, im Bereitschaftsmodus befindlichen Ersatzstromversorgungsanlage in der Phase des Stromnetzkollabierens ein kurzzeitiger Spannungseinbruch möglich, der zur Folge hat, dass eine Glühlampe flackert oder Computer abstürzen.

## Ausführungen
Ersatzstromversorgungsanlagen gibt es in unterschiedlichen Ausführungen, je nach integrierter Technik. Allgemein wird bei Netzersatzanlagen in Sicherheitsstromversorgungsanlagen (SSVA), Ersatzstromversorgungsanlagen (ESVA) und Eigenstromversorgungsanlagen (EVA) unterteilt, wobei SSVA und ESVA allgemein auch als Notstromanlagen bezeichnet werden.
Darüber hinaus sind stationär installierte und mobile Ersatzstromversorgungsanlagen voneinander zu unterscheiden. 
- Mobile Netzersatzanlagen kommen häufig bei Hilfsorganisationen oder der Feuerwehr zum Einsatz, um im Katastrophenfall die Stromversorgung kritischer Anlagen aufrechtzuerhalten. Die Ersatzstromversorgungsanlage kann so an den Einsatzort transportiert werden, etwa in Form eines Notstromaggregats auf einem Anhänger.

- Stationäre Netzersatzanlagen werden meist in öffentlichen Gebäuden oder in großen Unternehmen eingesetzt, um eine Stromversorgung im Falle eines Netzausfalls zu gewährleisten. Die Umschaltung erfolgt hier von Hand oder auch automatisch.[4]